# Ligne de tramway L (TELB)
Pour les articles homonymes, voir Ligne L.
La ligne L est une ancienne ligne du tramway de Lille.

## Histoire
Le 26 septembre 1955, les lignes L et O Lille - Wambrechies sont fusionnées avec la ligne C Lille Gare - Porte d'Arras. L'itinéraire entre la place Rihour et la porte d'Arras est repris par une nouvelle ligne de bus sous l'indice L.